# Campbellodus
 (octobre 2018).
Si vous disposez d'ouvrages ou d'articles de référence ou si vous connaissez des sites web de qualité traitant du thème abordé ici, merci de compléter l'article en donnant les références utiles à sa vérifiabilité et en les liant à la section « Notes et références ».
Campbellodus decipiens
Genre
Espèce
Synonymes
- † Ctenurella decipiens

Campbellodus est un genre éteint de poissons de placodermes ptyctodontes, qui vivait il y a environ 380 millions d'années au Dévonien supérieur.
Une seule espèce est rattachée au genre, Campbellodus decipiens, dont les restes fossiles ont été trouvés préservés dans une forme tridimensionnelle parfaite dans la formation de Gogo d'Australie occidentale.
À l'origine, elle a été décrite à partir de grandes plaques dentaires et d'os isolés du toit du crâne par Roger S. Miles (d) et Gavin C. Young (d) (1977). John A. Long (1995) a restauré le poisson complet à partir du nouveau matériel trouvé dans la formation de Gogo au milieu des années 1980, et décrit par Long (1997).

## Description
Campbellodus a des plaques spinales très courtes, et il est inhabituel d'avoir une épine dorsale élevée formée par trois plaques médianes dorsales. Les plaques dentaires sont très robustes et la plaque supérieure a une haute colonne vertébrale antérieure[réf. nécessaire].